# Karl-Marx-Straße 26 (Thale)

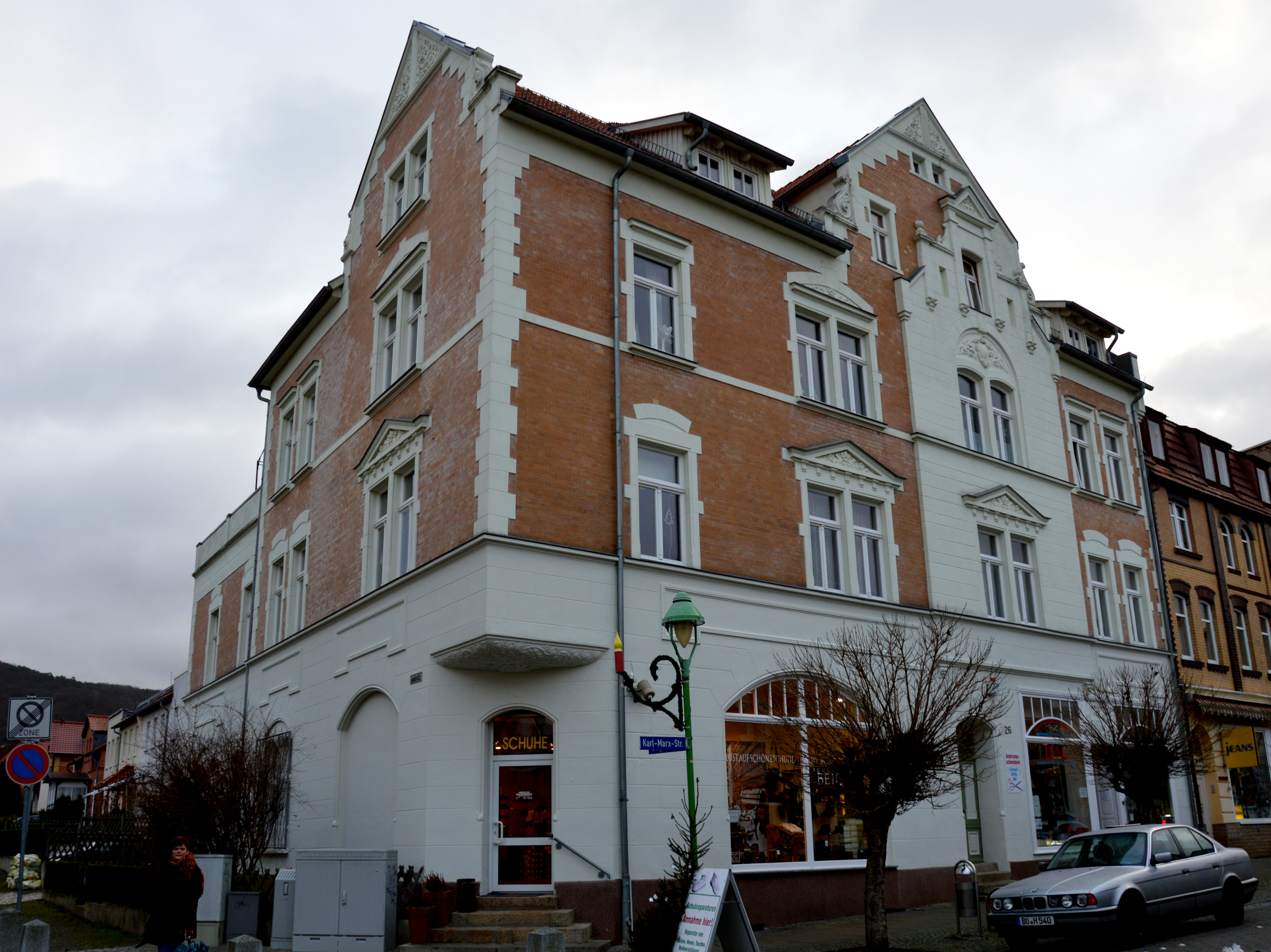
Haus Karl-Marx-Straße 26

Das Gebäude Karl-Marx-Straße 26 ist ein denkmalgeschütztes Wohn- und Geschäftshaus in der Stadt Thale in Sachsen-Anhalt.

## Lage
Es befindet sich auf der Südseite der Karl-Marx-Straße an der Einmündung der Stephanstraße im Ortszentrum von Thale. Unmittelbar westlich grenzt das gleichfalls denkmalgeschützte Haus Karl-Marx-Straße 24 an.

## Architektur und Geschichte
Das dreigeschossige massive Gebäude entstand in der Zeit um 1900 und erinnert in seinem Erscheinungsbild an ein Palais. Die Gestaltung erfolgte in den Formen des Historismus. An der Fassade des Erdgeschosses und an einem an der Seite zur Karl-Marx-Straße nur flach hervortretenden Erker besteht eine feine Putzgliederung. Die Fassaden der Obergeschosse sind verklinkert und werden durch verputzte Elemente gegliedert.
Im Erdgeschoss sind Ladengeschäfte untergebracht.
Aufgrund seiner markanten Ecklage gilt das Gebäude als städtebaulich bedeutsam.
Im örtlichen Denkmalverzeichnis ist das Wohn- und Geschäftshaus unter der Erfassungsnummer 094 45289 als Baudenkmal verzeichnet.